# ホナタン・カイセド
ホナタン・カイセド（Jonathan Caicedo、1993年4月28日 - ）はエクアドル、カルチ県・トゥルカン出身の自転車競技選手。

## 主な戦績

### 2015
- エクアドル選手権 個人タイムトライアル 優勝

### 2016
- パンアメリカン競技大会自転車競技 個人ロードレース 優勝
- ブエルタ・ア・コスタリカ 区間優勝（第12ステージ）

### 2018
- ブエルタ・ア・コロンビア  総合優勝
- ブエルタ・ア・アストゥリアス  ポイント賞

### 2019
- エクアドル選手権
  - 個人タイムトライアル 優勝
  - 個人ロードレース 優勝

### 2020
- ツアー・コロンビア 区間優勝（第1ステージ・チームタイムトライアル）
- ジロ・デ・イタリア 区間優勝（第3ステージ）[1]

### 2023
- エクアドル選手権 個人タイムトライアル 優勝

### 2024
- ブエルタ・アル・タチラ  総合優勝（第4ステージ優勝）
- ブエルタ・バントラブ 総合優勝、山岳賞（第2、4ステージ優勝）